# Ladinhac (Cantal)
Ladinhac és un municipi francès situat al departament de Cantal i a la regió d'Alvèrnia-Roine-Alps. L'any 2007 tenia 481 habitants.

## Demografia

### Població
El 2007 la població de fet de Ladinhac era de 481 persones. Hi havia 194 famílies de les quals 48 eren unipersonals (36 homes vivint sols i 12 dones vivint soles), 77 parelles sense fills, 65 parelles amb fills i 4 famílies monoparentals amb fills.
La població d'habitants censats ha evolucionat segons el següent gràfic:

### Habitatges
El 2007 hi havia 291 habitatges, 198 eren l'habitatge principal de la família, 58 eren segones residències i 35 estaven desocupats. 284 eren cases i 4 eren apartaments. Dels 198 habitatges principals, 171 estaven ocupats pels seus propietaris, 21 estaven llogats i ocupats pels llogaters i 6 estaven cedits a títol gratuït; 3 tenien una cambra, 14 en tenien dues, 33 en tenien tres, 55 en tenien quatre i 93 en tenien cinc o més. 171 habitatges disposaven pel capbaix d'una plaça de pàrquing. A 87 habitatges hi havia un automòbil i a 89 n'hi havia dos o més.

### Piràmide de població
La piràmide de població per edats i sexe el 2009 era:
| Homes | Edats   | Dones |
| ----- | ------- | ----- |
| 0     | 95 o +  | 0     |
| 4     | 90 a 94 | 4     |
| 0     | 85 a 89 | 4     |
| 4     | 80 a 84 | 4     |
| 12    | 75 a 79 | 20    |
| 12    | 70 a 74 | 16    |
| 20    | 65 a 69 | 16    |
| 4     | 60 a 64 | 16    |
| 12    | 55 a 59 | 8     |
| 16    | 50 a 54 | 28    |
| 20    | 45 a 49 | 8     |
| 28    | 40 a 44 | 24    |
| 16    | 35 a 39 | 12    |
| 12    | 30 a 34 | 12    |
| 8     | 25 a 29 | 4     |
| 16    | 20 a 24 | 12    |
| 24    | 15 a 19 | 16    |
| 20    | 10 a 14 | 12    |
| 0     | 5 a 9   | 12    |
| 0     | 0 a 4   | 0     |

## Economia
El 2007 la població en edat de treballar era de 281 persones, 203 eren actives i 78 eren inactives. De les 203 persones actives 192 estaven ocupades (119 homes i 73 dones) i 11 estaven aturades (4 homes i 7 dones). De les 78 persones inactives 29 estaven jubilades, 17 estaven estudiant i 32 estaven classificades com a «altres inactius».

### Ingressos
El 2009 a Ladinhac hi havia 204 unitats fiscals que integraven 504,5 persones, la mediana anual d'ingressos fiscals per persona era de 13.048 €.

### Activitats econòmiques
Dels 21 establiments que hi havia el 2007, 1 era d'una empresa alimentària, 1 d'una empresa de fabricació d'altres productes industrials, 8 d'empreses de construcció, 5 d'empreses de comerç i reparació d'automòbils, 2 d'empreses de transport, 1 d'una empresa d'hostatgeria i restauració, 1 d'una empresa financera, 1 d'una empresa immobiliària i 1 d'una entitat de l'administració pública.
Dels 15 establiments de servei als particulars que hi havia el 2009, 1 era una oficina de correu, 3 tallers de reparació d'automòbils i de material agrícola, 3 paletes, 1 guixaire pintor, 2 fusteries, 2 lampisteries, 1 electricista i 2 restaurants.
L'únic establiment comercial que hi havia el 2009 era una fleca.
L'any 2000 a Ladinhac hi havia 53 explotacions agrícoles que ocupaven un total de 1.716 hectàrees.

## Equipaments sanitaris i escolars
El 2009 hi havia una escola elemental.

## Poblacions properes
El següent diagrama mostra les poblacions més properes.